# Джаганнатха Бабаджи

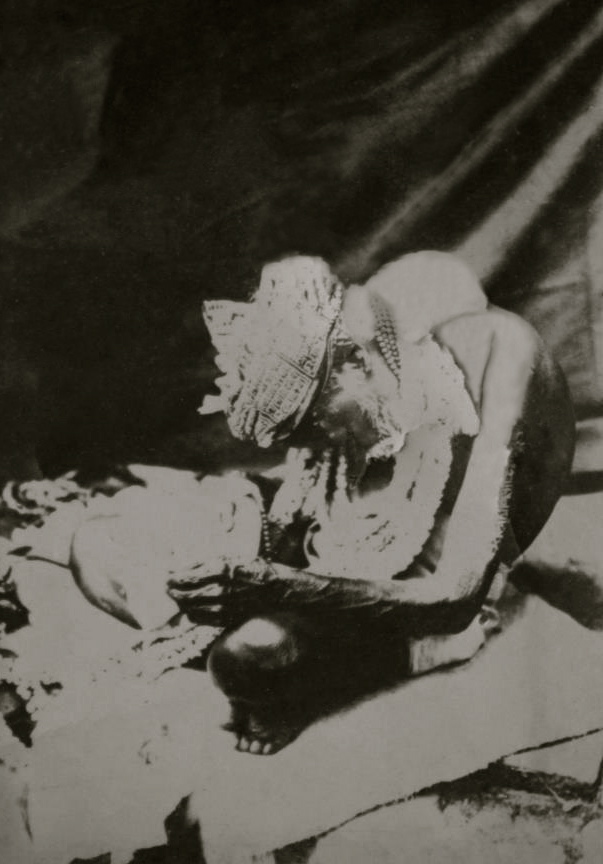
Фотография Джаганнатхи Дасы Бабаджи (ок.1890)

Джаганна́тха Да́са Ба́баджи (IAST: Jagannātha Dāsa Bābājī; 1776—1894) — гаудия-вайшнавский святой. Принял духовное посвящение от Джагадананды Госвами из Вриндавана, и позднее принял посвящение бабаджи от Мадхусаданы Дасы Бабаджи. Его личный пример вдохновил многих последователей гаудия-вайшнавизма. Бхактивинода Тхакур называл его «главнокомандующим всех преданных».
Джаганнатха Даса Бабаджи родился в маленькой бенгальской деревне, расположенной в современном округе Тангаил в Бангладеш. Относительно года его рождения не существует единого мнения. Обычно указываются различные даты в период с 1750 по 1800 год.
В 1880 году Джаганнатха Даса Бабаджи впервые встретил Бхактивиноду Тхакура и стал его шикша-гуру (гуру-наставником). Джаганнатха Даса Бабаджи также дал духовное посвящение Бхагавату Дасу Бабаджи и Гауракишоре Дасу Бабаджи, который позднее принял в ученики сына Бхактивиноды, Бхактисиддханту Сарасвати. Говорится, что молодой Бхактисиддханта, известный своими обширными познаниями в астрономии, по просьбе Джаганнатхи Дасы Бабаджи создал вайшнавский календарь, в котором указал все знаменательные дни, включая дни явления и ухода вайшнавских святых.
Джаганнатха Даса Бабаджи провёл последние года своей жизни в святых местах Вриндавана и Навадвипа, где совершал бхаджан и джапу, поклоняясь Радхе и Кришне. Его преданность Чайтанье Махапрабху и наставления в области вайшнавского богословия Бхактивиноде Тхакуру и Гауракишоре Дасу Бабаджи закрепили за ним место одного из членов гаудия-вайшнавской гуру-парампары.